# Böhle (Wuppertal)
Böhle, früher auch In der Böhle, ist eine Ortslage in der bergischen Großstadt Wuppertal. Der Wohnplatz ist in den 1970er Jahren abgegangen.

## Lage und Beschreibung
Die Ortslage liegt auf einer Höhe von 216 m ü. NHN in Tallage am Zusammenfluss des Bendahler Bachs mit dem Böhler Bach, die beide vor 1929 die Grenze der Städte Elberfeld und Barmen bildeten und noch heute die der gleichnamigen Wuppertaler Stadtteile ist, im Wohnquartier Grifflenberg des Stadtbezirks Elberfeld. Benachbarte Wohnplätze sind Bendahl, Böhler Hof,  Am Schuwan, Dausendbusch und Am Christbusch.
Neben der Ortslage befindet sich die 1928 gegründete Kleingartenanlage In der Böhle.

## Etymologie und Geschichte
Böhl bedeutet rundlicher Hügel oder rundliche Senke, auch Wald am Talhang. Das Gebiet Böel, im Gegensatz zu dem bäuerlichen Markenwald ein herzoglicher Kameralwald, wurde 1597 erstmals urkundlich erwähnt, die Bezeichnung auf der Böle 1642.
Im Spätmittelalter und der frühen Neuzeit führte die Elberfelder Linie der Bergischen Landwehr an der Ortslage vorbei, die laut der Elberfelder Gemarkenkarte des Johann von der Waye von 1603 hoch nach Dorn führte. Böhle lag an einer Verbindungsstraße von dem Furter Hof entlang des Bendahler Bachs über Schuwanstraße, Dausendbusch und Domenjan nach Gockelsheide, dem heutigen Böhler Weg. Diese Straße wurde 1754 durch den Ingenieur und Hauptmann Mansfeld entworfen, der von 1750 bis 1752 auch für den Bau der Chaussee zwischen Elberfeld und Barmen, der heutigen Friedrich-Engels-Allee verantwortlich war, und 1848 als Elberfelder Communalweg ausgebaut. Auf der Topographischen Aufnahme der Rheinlande von 1824 ist der Ort als Am Buel verzeichnet. 
1815/16 besaß der Ort 18 Einwohner. 1832 gehörte der Ort zur Fuhrter Rotte des ländlichen Außenbezirks des Kirchspiels und der Stadt Elberfeld. Der laut der Statistik und Topographie des Regierungsbezirks Düsseldorf als Kotten kategorisierte Ort wurde als in der Bühl  bezeichnet und besaß zu dieser Zeit zwei Wohnhäuser und zwei landwirtschaftliche Gebäude. Zu dieser Zeit lebten 19 Einwohner im Ort, einer katholischen und 18 evangelischen Glaubens.
Nach dem Zweiten Weltkrieg wurde in dem Ort und der Kleingartenanlage Notunterkünfte und Behelfsheime für ausgebombte Familien eingerichtet, die erst 1964 nach dem Auszug der letzten Familien beseitigt wurden. In den 1970er Jahren sind, abgesehen von den Lauben der Kleingärtner, die letzten Gebäude der Ortslage abgetragen worden.